# Pedro Guerreiro
Pedro Miguel Neves Guerreiro (ur. 25 lutego 1966 w Lizbonie) – portugalski urzędnik i działacz komunistyczny, od 2005 do 2009 poseł do Parlamentu Europejskiego.

## Życiorys
W młodości był aktywny w ruchu skautowskim. Po ukończeniu studiów z dziedziny psychologii pracował w urzędzie miejskim w Loures, gdzie należał do komisji pracowników. W 2000 został członkiem KC Portugalskiej Partii Komunistycznej. Od 1997 współpracował z posłami komunistycznymi w PE. W 2005 uzyskał mandat europosła (na miejsce Sérgia Ribeiro). W Parlamencie Europejskim pełnił od 2007 funkcję wiceprzewodniczącego Komisji Rybołówstwa.